# Pau Barceló i Faix
Pau Barceló i Faix (Barcelona 1910 - 1997) fou un fotògraf català.

## Biografia
Abans de la guerra civil espanyola es dedicava a fer retrats, però des del 1950 alternà aquesta feina amb treballs publicitaris. També va fotografiar tots els muntatges de l'Agrupació Dramàtica de Barcelona del 1955 al 1963, i així s'especialitzà com a fotògraf d'espectacles i de concerts. Va reunir un gran arxiu que anys després va vendre a l'Institut del Teatre (Arxiu Barceló). També col·laborà en la il·lustració de llibres de les Publicacions de l'Abadia de Montserrat i del DINSIC.
Hom considera que la sobrea obra és un testimoni gràfic de primer ordre perquè ha sabut captar la sensibilitat i el pols de la vida dels darrers cinquanta anys. El 1992 va rebre la Creu de Sant Jordi.
El 2011 el Museu de les Arts Escèniques li va dedicar una exposició retrospectiva. Pau Barceló. L'escena en imatges (1954-1990). Es tractà d'una mostra fotogràfica amb motiu del centenari del naixement del fotògraf vinculat al món de l'espectacle. A part, conserva 513 fotografies originals del fotògraf català. Es troben a l'Escena Digital del MAE.
La mostra sorgeix de la selecció feta de l'arxiu del fotògraf que l'Institut del Teatre va adquirir l'any 1991. Més de 75.000 imatges que retraten la vida teatral i cultural de Catalunya des de l'any 1954 fins al 1990. El seu arxiu teatral, immens en nombre de negatius, és una eina molt important per estudiar i investigar el teatre català, ja que hi són presents gairebé totes les manifestacions artístiques de la ciutat de Barcelona, però també de les comarques de Catalunya.